# 마쓰우라 마사토
마쓰우라 마사토(일본어: 松浦勝人, 1964년 10월 1일 ~ )는 가나가와현 요코하마시 고난구 출신의 음악 프로듀서, 사업가이다. 에이벡스 그룹 홀딩스 대표 이사 사장 CEO이다. 통칭 masato max matsuura (마사토 맥스 마쓰우라). 아내는 모델 하타다 아키이며, 아키 사이에서 2남 1녀를 두고 있다.